# Norland (schip, 1974)
De Norland was een roroferry van P&O Ferries (en daarvoor North-Sea Ferries/Noordzee Veerdiensten) die initieel voer op de lijn Rotterdam-Hull en later op de lijn Zeebrugge-Hull. Dit gebeurde samen met het zusterschip Norstar.
In 2001 werden de schepen verkocht aan de Italiaanse rederij SNAV en daarna voeren zij op de lijn Napels-Palermo als SNAV Campania en SNAV Sicilia.
In 2010 werden beide schepen verkocht aan India om aldaar gesloopt the worden

## Dienst Rotterdam-Hull
Vanaf de nieuwbouw in 1974 voer het schip voor North Sea Ferries. Het zusterschip Norstar voer onder Nederlandse vlag en was eigendom van Noordzee Veerdiensten BV, een dochteronderneming van Nedlloyd, de Norland was eigendom van North Sea Ferries - een dochteronderneming van de P&O Ferries.

De twee schepen onderhielden de dagelijkse nachtdienst Rotterdam-Hull v.v. De overtocht duurde ongeveer twaalf uur: vertrek uit de havens was rond 18.00 uur en ontscheping vond plaats rond 8.00 uur lokale tijd.
De ferry-terminal in Hull was in het King George V Dock, wat betekende dat de schepen door de sluis moesten. De Norstar en Norland waren zodanig ontworpen dat ze nog juist door de sluizen pasten.

### Falklandoorlog
Tijdens de Falklandoorlog in 1982 werd het schip gevorderd door het Britse ministerie van Defensie om dienst te doen als troepentransportschip. Tijdens de oorlog was het schip actief in de wateren rond San Carlos ter ondersteuning van het aan land gaan van de militairen. Op 21 mei 1982 was de Norland het eerste schip dat aankwam in de San Carlos Bay om de Britse troepen aan land te zetten ter ondersteuning van de invasie. Het schip overleefde een luchtaanval van de Argentijnen. Aan het einde van de oorlog werd de Norland ook ingezet om de verslagen Argentijnse militairen te repatriëren, dit samen met de Canberra.
Tijdens de periode dat de Norland door de regering gevorderd was, werd een ander schip gehuurd om dienst te doen op de lijn Rotterdam-Hull.
Na de vordering moest het schip grondig gerenoveerd worden om weer dienst te kunnen doen als passagiersveerboot. Tijdens deze renovatie werd de bar achter in het schip opnieuw ingericht en onder meer voorzien van een plaquette ter herinnering aan de rol die het schip tijdens de oorlog gespeeld had.

## Dienst Zeebrugge-Hull
Rond 1987 werden op het traject Rotterdam-Hull werden twee geheel nieuwe schepen in de vaart genomen: de Norsea en de Norsun. 
De Norstar en Norland gingen de twee kleinere veerboten van de Zeeburgge-Hull vervangen, maar beide schepen werden eerst verlengd met 20 meter. De oude schepen van de Zeebrugge-route waren voor de komst van de Norstar/Norsun ooit de veerboten op de dienst Rotterdam-Hull. Ook de dienst op Zeebrugge is een dagelijkse nachtvaart: er is één afvaart per 24 uur en die is rond 18.00 uur en de aankomst aan de overkant is in de vroege ochtend.

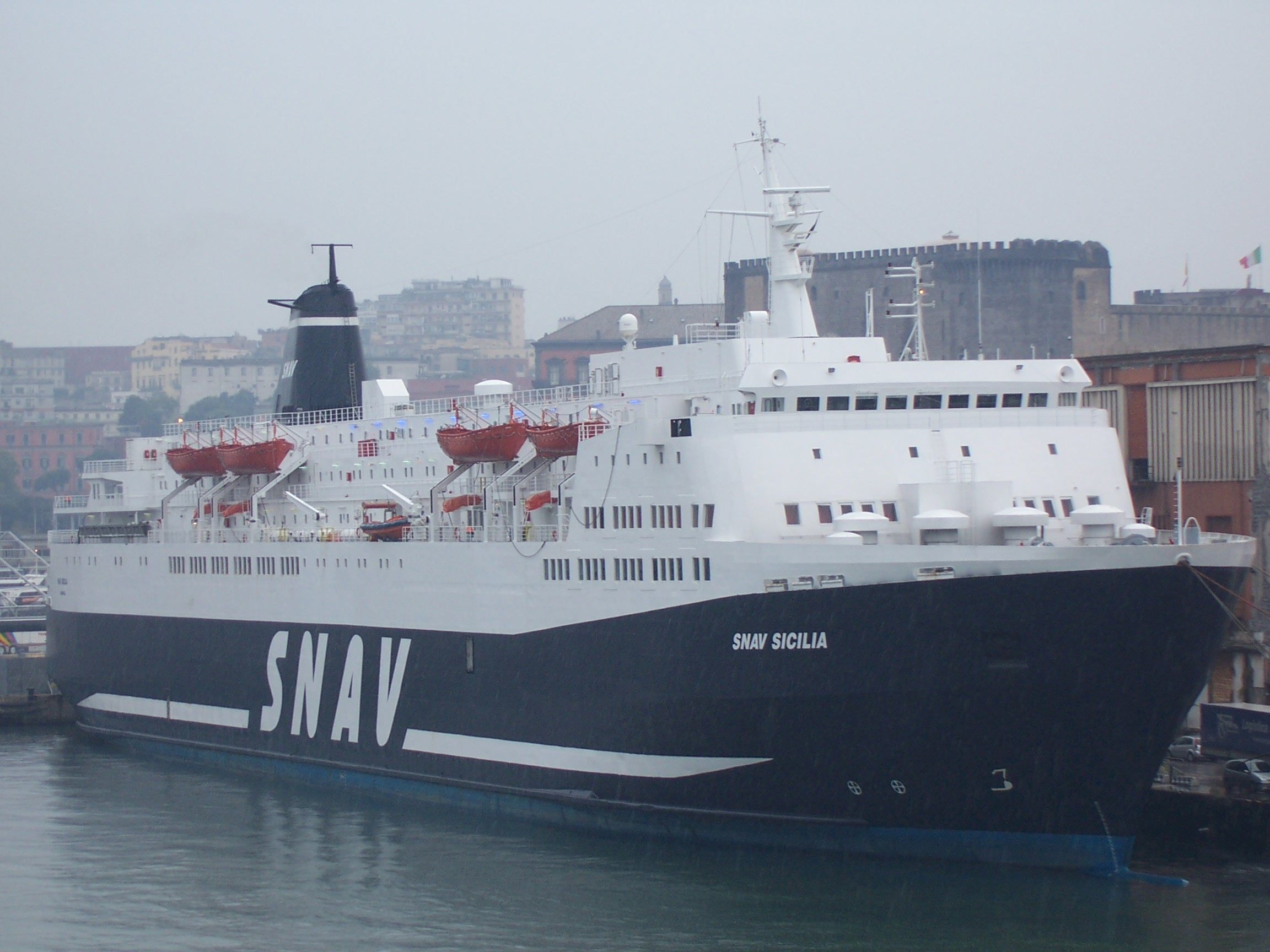
SNAV Sicilia

In 1994 werd de oude joint venture tussen Nedlloyd en P&O opgeheven. Beide schepen gingen in eigendom over naar P&O Ferries. De Rotterdamse rederij Nedlloyd was gefuseerd met de vracht-tak van P&O en ging verder als P&O Nedlloyd (inmiddels overgenomen door Maersk).

## Verkoop aan Italië
In 2001 werden nieuwe schepen aangeschaft voor de route Rotterdam-Hull, en de bestaande ferry's schoven opnieuw door naar de route Zeebrugge-Hull (wat eerder dus ook met deze schepen was gebeurd alsmede met hun voorgangers). De twee ferry's Norstar en Norland gingen over in handen van de Italiaanse rederij SNAV en voeren op de route tussen Napels en Palermo

## Verkoop aan India
In 2010 zijn zowel de Norstar als de Norland verkocht aan India en zijn aldaar gesloopt